# Psychotria aurantibractea
Psychotria aurantibractea là một loài thực vật có hoa trong họ Thiến thảo. Loài này được C.M.Taylor miêu tả khoa học đầu tiên năm 1993.